# Šárka (Janáček)
Šárka es una ópera en tres actos con música de Leoš Janáček y libreto en checo de Julius Zeyer, basado en su drama de 1887. Compuesta en 1887, revisada en 1888, 1918-19 y 1924-25, se estrenó en Brno el 11 de noviembre de 1925 bajo la dirección de Frantisek Neumann. El Acto III fue orquestado por Oskar Chlubna.
Esta ópera rara vez se representa en la actualidad; en las estadísticas de Operabase aparece con 3 representaciones en el período 2005-2010. En España se estrena en febrero de 2013 en el teatro de la Maestranza de Sevilla.

## Personajes
| Personaje       | Tesitura     | Reparto del estreno, Brno, 11 de noviembre de 1925 Director: Vaclav Neumann |
| --------------- | ------------ | --------------------------------------------------------------------------- |
| Šárka           | soprano      | Hana Pírková                                                                |
| Ctirad          | tenor        | Emil Olšovský                                                               |
| Přemysl         | barítono     |                                                                             |
| Častava         | contralto    |                                                                             |
| Hosta contralto | contralto    |                                                                             |
| Libina          | soprano      |                                                                             |
| Mlada           | soprano      |                                                                             |
| Radka           | mezzosoprano |                                                                             |
| Svatava         | soprano      |                                                                             |
| Vitoraz         | bajo         |                                                                             |
| Vlasta          | mezzosoprano |                                                                             |

## Argumento
La amazona Šárka y su grupo de vírgenes guerreras se vengan sin piedad de los hombres que les faltan al respeto y en primer lugar de Přemysl. El joven Ctirad vela la tumba de la reina Libuse y ahuyenta a las guerreras cuando se acercan, por lo que juran venganza. Šárka le tiende una trampa: hace que sus compañeras la aten a un árbol para parecer indefensa. Ctirad la descubre y, apiadándose de ella, la desata. Se enamora de Šárka, pero ella también de él. Mientras duermen abrazados, Šárka se despierta al recordar su propósito. Llama a sus compañeros y matan a Ctirad y los demás guerreros. Durante el funeral de Ctirad, Šárka se siente apesadumbrada por lo que ha hecho y se inmola sobre la pira funeraria.